# 广州湾法国公使署旧址和法军指挥部旧址
21°11′53″N 110°24′43″E / 21.19806°N 110.41194°E
广州湾法国公使署旧址和法军指挥部旧址位于中国广东省湛江市霞山区海滨一路3号和延安路1号，两者隔延安路相对。1986年广州湾法国公使署旧址被列为湛江市文物保护单位，2002年被列为广东省文物保护单位。2013年法国公使署旧址和法军指挥部旧址被列为第七批全国重点文物保护单位。

## 历史
1899年11月16日，法国与清政府签定《广州湾租界条约》，将雷州府遂溪县和高州府吴川县交界处的部分陆地、岛屿和两县之间的麻斜湾（今湛江港湾）划为法国租界（其中陆地面积518平方公里），称为“广州湾租界”。广州湾法国公使署旧址（俗称“公使堂”）建于1903年，广州湾法军指挥部旧址（俗称"“绿衣楼”）建于1905年。1943年2月至1945年9月，日军侵占广州湾期间，军部设于“公使堂”，宪兵驻“绿衣楼”。1946年1月15日，国民政府以原广州湾租界范围设立湛江市，市政府驻“公使堂”，“绿衣楼”为警察署。1950年至1954年，湛江市人民政府亦驻于"公使堂"办公。1955年以后，"公使堂"先后为湛江市少年宫、华南工学院湛江分院、湛江无线电一厂等单位使用。“绿衣楼”在1949年以后一直由公安局使用。
2013年旧址周边被清拆，将建设为霞山“法式风情街”。

## 图片
- 广州湾法国公使署旧址
- 广州湾法军指挥部旧址